# 2260 Neoptolemus
2260 Neoptolemus је Јупитеров тројански астероид. Приближан пречник астероида је 71,65 ,
а средња удаљеност астероида од Сунца износи 5,191 астрономских јединица (АЈ).
Инклинација (нагиб) орбите у односу на раван еклиптике је 17,781 степени, а орбитални период износи 4320,637 дана (11,829 годину). Ексцентрицитет орбите астероида износи 0,045.
Апсолутна магнитуда астероида износи 9,31 а геометријски албедо 0,065.
Астероид је откривен 26. новембра 1975. године.